# Phyllodactylus heterurus
Phyllodactylus heterurus är en ödleart som beskrevs av  Werner 1907. Phyllodactylus heterurus ingår i släktet Phyllodactylus och familjen geckoödlor. Inga underarter finns listade i Catalogue of Life.